# Valravn
Pour les articles homonymes, voir Valravn (homonymie).
Valravn est un groupe danois de musique folk pagan, formé en 2003. Leur musique se distingue par l'utilisation d'instruments traditionnels et une présence importante de sons électroniques. Le style de chant d'Anna Katrin Egilstrøð est fortement influencé par celui de la chanteuse Björk.
Le groupe se sépare en 2013 à la suite de la décision d'Anna Katrin et de Juan Pino de quitter le groupe. Un troisième album était en cours de préparation, seulement deux pistes furent publiées. 

## Membres
- Anna Katrin Egilstrøð : voix, percussions, sons électroniques
- Martin Seeberg : alto, flûtes, lyre, voix
- Søren Hammerlund : vielle à roue, mandoline, harpe
- Juan Pino : percussions, gesang, davul
- Christopher Juul : claviers, sons électroniques, percussions

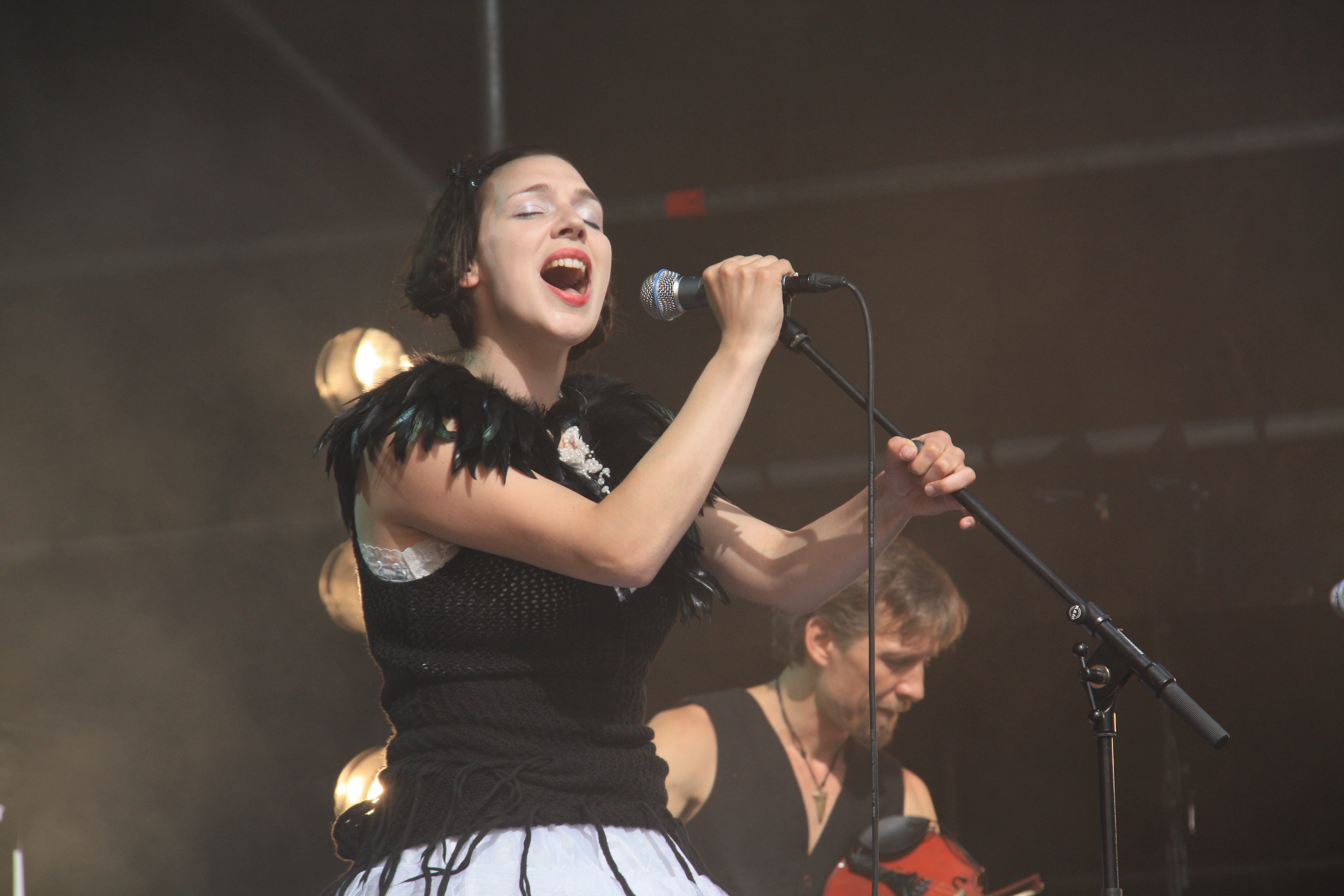
Anna Katrin Egilstrøð
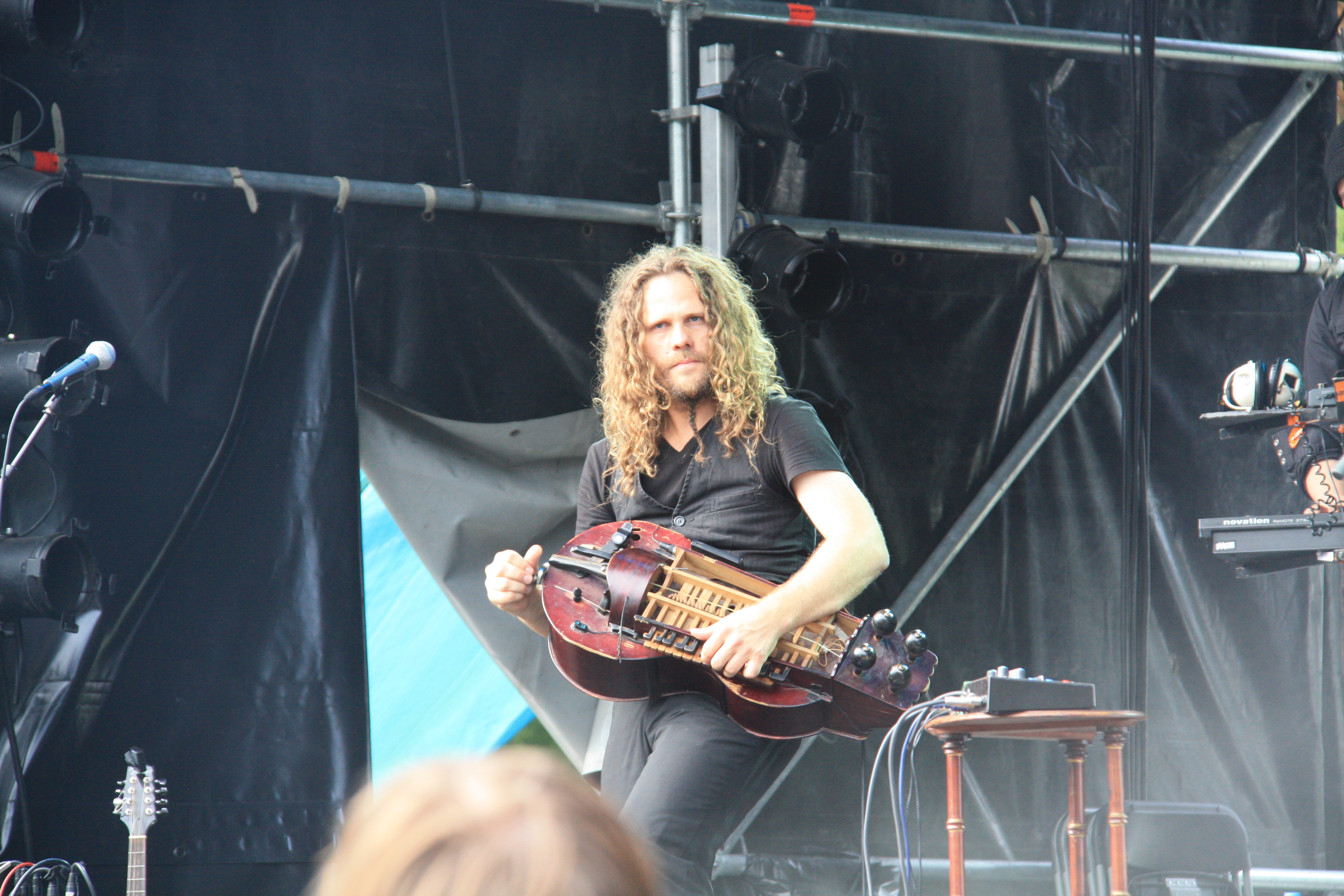
Søren Hammerlund
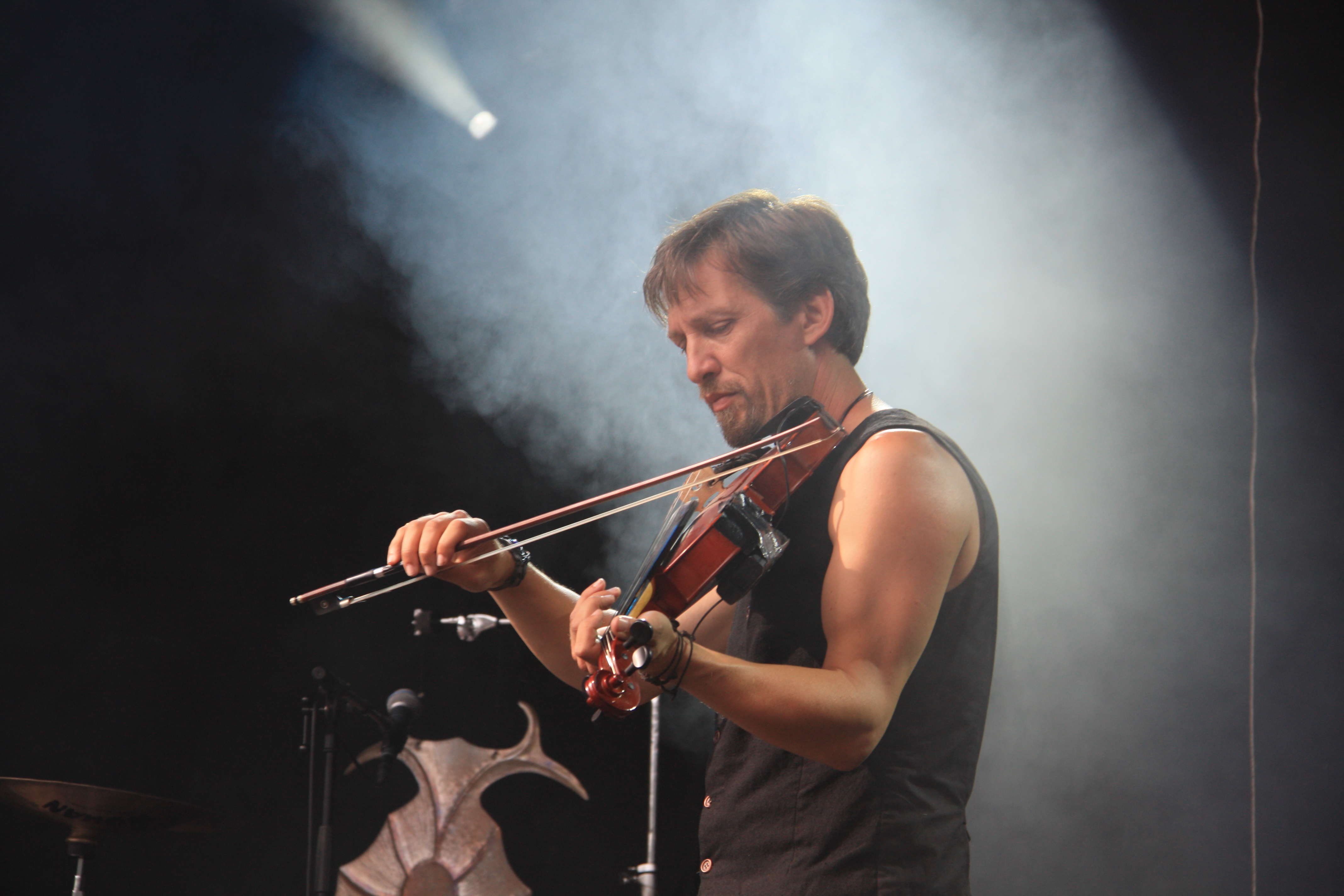
Martin Seeberg
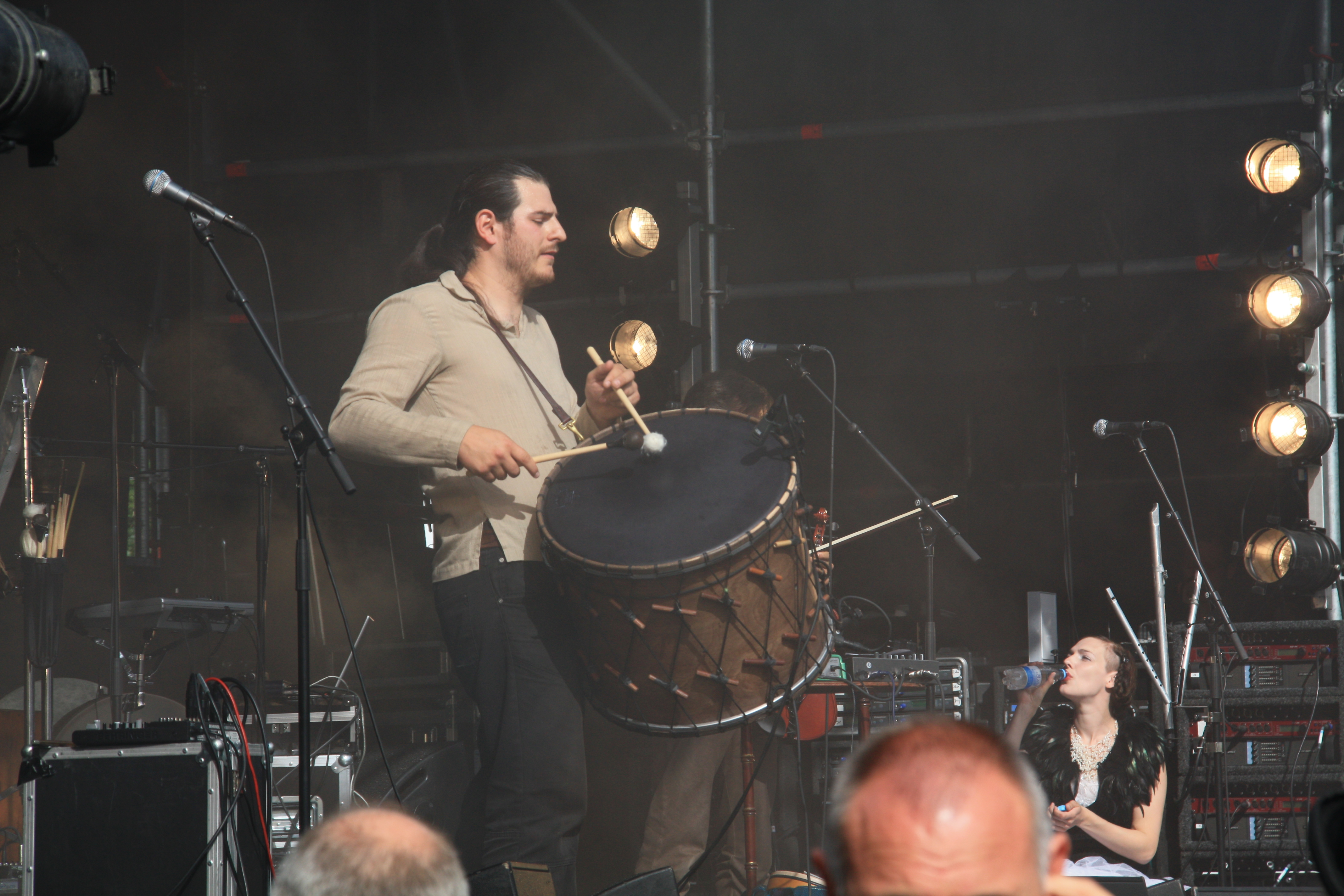
Juan Pino

## Discographie
- 2005 - Krunk (EP)
- 2007 - Krunk Krunk (double EP)
- 2007 - Valravn
- 2009 - Koder på Snor
- 2011 - Recoded